# Plectranthus lasianthus
Plectranthus lasianthus là một loài thực vật có hoa trong họ Hoa môi. Loài này được (Gürke) Vollesen miêu tả khoa học đầu tiên năm 1980.